# Uwe Diederichsen
Uwe Diederichsen (* 18. Juli 1933 in Hannover) ist ein deutscher Rechtswissenschaftler.

## Leben
Nach Studium und Promotion in Kiel habilitierte er sich in München bei Karl Larenz. Er war ab 1966 ordentlicher Professor an der Universität zu Köln. Ab 1970 war er ordentlicher Professor für  Bürgerliches Recht und Zivilprozessrecht, Handelsrecht und juristische Methodenlehre an der Universität Göttingen. 1999 wurde er emeritiert. Diederichsen gehört seit 1988 der Akademie der Wissenschaften zu Göttingen an.
Der Chemiker Ulf Diederichsen war sein Sohn.

## Wirken
Als Mitarbeiter des BGB-Kommentars Palandt war er in diesem Werk seit der 33. Auflage (1974) bis zur 58. Auflage verantwortlich für den gesamten Bereich des Familienrechts. Seit der 59. Auflage (2000) betreute er noch die Abschnitte 2 (Verwandtschaft) und 3 (Vormundschaft, Betreuung, Pflegschaft). Seitdem hat der ehemalige Richter am Oberlandesgericht Karlsruhe Gerd Brudermüller die Kommentierung des Abschnitts 1 (Bürgerliche Ehe) übernommen. Mit der 71. Auflage (2012) schloss Diederichsen nach 39 Auflagen seine Arbeit am Palandt ab, die Münchener Familienrichterin Isabell Götz setzt seine Bearbeitung fort.
Zu seinen Schülern zählen unter anderem Ulrich Foerste und Gerhard Wagner.
Diederichsen gehörte der Schuldrechtskommission des Bundesjustizministeriums an und war maßgeblich an der Neugestaltung des deutschen Schuldrechts beteiligt. Insbesondere geht der Begriff der Pflichtverletzung als zentrales Tatbestandsmerkmal der §§ 280 ff BGB auf ihn zurück.
Diederichsen ist Mitglied des Konvents am Kloster Bursfelde.